# Matsuura Takuya
Matsuura Takuya (松浦 拓弥 Matsuura Takuya, sinh ngày 21 tháng 12 năm 1988 ở Hamamatsu, Shizuoka) là một cầu thủ bóng đá người Nhật Bản hiện tại thi đấu cho Júbilo Iwata.

## Sự nghiệp
Ban đầu anh chơi ở vị trí tiền vệ chạy cánh trái, nhưng lại thích chuyền cắt và có thể thi đấu ở vị trí trung tâm hơn. Anh là một cầu thủ đi bóng tài năng, có thể đánh bại các hậu vệ ở các tình huống một đối một.

## Thống kê sự nghiệp
Cập nhật đến ngày 23 tháng 2 năm 2018.
| Thành tích câu lạc bộ | Thành tích câu lạc bộ | Thành tích câu lạc bộ | Giải vô địch | Giải vô địch | Cúp                   | Cúp                   | Cúp Liên đoàn | Cúp Liên đoàn | Tổng cộng | Tổng cộng |
| Mùa giải              | Câu lạc bộ            | Giải vô địch          | Số trận      | Bàn thắng    | Số trận               | Bàn thắng             | Số trận       | Bàn thắng     | Số trận   | Bàn thắng |
| Nhật Bản              | Nhật Bản              | Nhật Bản              | Giải vô địch | Giải vô địch | Cúp Hoàng đế Nhật Bản | Cúp Hoàng đế Nhật Bản | Cúp Liên đoàn | Cúp Liên đoàn | Tổng cộng | Tổng cộng |
| --------------------- | --------------------- | --------------------- | ------------ | ------------ | --------------------- | --------------------- | ------------- | ------------- | --------- | --------- |
| 2007                  | Júbilo Iwata          | J1 League             | 0            | 0            | 0                     | 0                     | 0             | 0             | 0         | 0         |
| 2008                  | Júbilo Iwata          | J1 League             | 11           | 1            | 0                     | 0                     | 3             | 0             | 14        | 1         |
| 2009                  | Júbilo Iwata          | J1 League             | 10           | 0            | 3                     | 0                     | 1             | 0             | 14        | 0         |
| 2010                  | Júbilo Iwata          | J1 League             | 10           | 0            | 3                     | 0                     | 2             | 0             | 15        | 0         |
| 2011                  | Avispa Fukuoka        | J1 League             | 32           | 3            | 2                     | 1                     | 2             | 0             | 36        | 3         |
| 2012                  | Júbilo Iwata          | J1 League             | 26           | 3            | 2                     | 0                     | 5             | 2             | 33        | 5         |
| 2013                  | Júbilo Iwata          | J1 League             | 26           | 2            | 0                     | 0                     | 5             | 1             | 31        | 3         |
| 2014                  | Júbilo Iwata          | J2 League             | 19           | 1            | 2                     | 0                     | –             | –             | 21        | 1         |
| 2015                  | Júbilo Iwata          | J2 League             | 26           | 3            | 2                     | 0                     | –             | –             | 28        | 3         |
| 2016                  | Júbilo Iwata          | J1 League             | 26           | 1            | 3                     | 0                     | 5             | 0             | 34        | 1         |
| 2017                  | Júbilo Iwata          | J1 League             | 26           | 3            | 4                     | 0                     | 2             | 0             | 32        | 3         |
| Tổng cộng sự nghiệp   | Tổng cộng sự nghiệp   | Tổng cộng sự nghiệp   | 212          | 17           | 21                    | 1                     | 25            | 3             | 258       | 20        |